# Nöttja
Nöttja är kyrkby i Nöttja socken i Ljungby kommun i Kronobergs län belägen vid Bolmån sydväst om Ljungby.I byn ligger Nöttja kyrka.

## Historia
Nöttja by
När Nöttja blev kyrkby var den inte äldsta byn utan förhistoriska gravar som finns i Bölminge, Bolmaryd och Balkarp varav de äldsta är från stenåldern visar att dessa platser troligen är äldre.

### Nöttjas medeltida kyrka
Nöttjas kyrka är en bevarad medeltidskyrka från cirka 1200 men har haft en stavkyrka som föregångare. Rester av denna stavkyrka hittades under kyrkans golv och är dendrokronologiskt daterad till 1146.

### Nöttjas by
Nöttjas Stomhemman hade sina ägor avgränsade norr om bron över ån räknat från kyrkan och sedan längs Bolmån. De övriga gårdarnas inägor var  belägna längs ån söderut  och väster om ån. På andra sidan bron, hade byn utägor. Byn storskiftades 1796. Då fixerades byns gränser mot andra byarna i socknen. Man delade inte stamhemmanen vid storskiftet. Kvarnen vid Kvarnagården hade en byggnad för mjölnaren. Vid storskiftet fick hemmanen ett skifte med inägor utlagda mot Stavsätra och Brusarp. Utmarkerna hade alla del i utan bestämda gränser. Sockens gränsdragning var fastlagda tidigare. Laga skifte i Nöttja by genomfördes först år 1860. Då hade de andra byarna i socknen redan genomförts sina laga skiften. Nöttja byns utmarker låg västerut mot Extorp och Annerstad, men det fanns också utmarker öster om ån.
På utmarken var soldattorpet placerat mot den så kallade Flymossen. Det låg på Södergård. Ett torp fanns också öster om ån, Oxborg. De flesta av Nöttjas torp anlades första halvan av 1800-talet. De fanns alltså uttagna före laga skiftet. Torpbebyggelse och utvecklingen av byns hemman  började med soldattorpen. De anlades omkring 1700, men då anlades också några fler torp. Karl XI var den kung som bestämde om soldatorganisationen. Alla byar skulle ordna byggnader och markområden för ett eller flera soldattorp. Soldaten skulle kunna försörja hustru och barn. Soldaterna blev oftast placerade utanför byn. Inägomarken delades mellan byns hemman i en mängd smärre ofta långsmala skiften olika för åker, äng och så fanns tomten kring byggnaderna. Husen låg tätt i byn.

### Byn från storskiftet till 1931
65 år efter storskiftet genomfördes laga skiftet. Innan skiftet låg alla byns byggnader mellan nuvarande plats för Ågård och Backagård, med Stomhemmanet och Kvarnagårds inägor som enda undantag. Vid starten av skiftet var byns grannbyar närvarande, men gränserna mot andra byar ändrades inte utom Engtorpets gräns mot Extorp. Många bönder i byn fick flytta sina gårdar. Algutsgårds 3 hemman flyttades öster om Bolmån och Södergårds 2 hemman flyttades längre söderut, där 3 torpställen tidigare huserat. Mellangård fick flytta en av gårdarna längre mot Bolmån. Alla gårdshusen utom Stomhemmanet var av typen takloftstugor med tak täckta med näver och torv. Ladugårdarna och uthus hade däremot halmtak. Husen som flyttades, blev dock uppbyggda på ett modernare sätt. Skorstenar i bostäder byggdes inte förrän från början på 1700-talet. Innan skorstenar byggdes hade man en härd i mitten av bostaden med ett vindöga i taket för att släppa ut röken. 
Åkerarealen i byn fördelades genom att Backagård erhöll cirka 7 tunnland och Ågårds 2 hemman 5 tunnland. Södergård fick 6 tunnland och Stomhemmanet bara knappt 4 tunnland. Algutsgård räknade med 4-5 tunnland, men övriga byborna måste hjälpa dem att få detta med uppodlingsbistånd. Mellangârds 2 hemman fick nära 5 tunnland. Resultatet av skiftet blev en stor och snabb ökning av åkerarealen. Den allmänna ombyggnaden av husen förändrade också byn.
Ett nytt torp byggdes 1862 på den så kallade Flyen, på Kvarnagårds marker.  Ytterligare ett torp byggdes på Algutsgård. Det var torpet Björkelund, som ännu står kvar dock med nytt bostadshus av liknande yttre utseende. Ett äldre torp kallat Rytorpet låg intill gamla vägen från åbron mot byarna Stavsätra och Brusarp. Södergårds soldattorp låg vid Brödraberg. Södergård hade ytterligare 5 torp där. På 1860- och 1870-talet bodde ett 50-tal människor i dessa hus. Södergårds andra område fanns 3 torp till: Sanden, Västerlund och Rocks backstuga.
1931 hade byn  poststation med 18 jordbruksfastigheter och 9 andra fastigheter. Taxeringsvärde för jordbruksfastigheter var 137100 kr därav 117100 kr jordbruksvärde och 20 000 skogsvärde, och för de andra fastigheterna 48 600 kr. Nöttja nr 6, l/2 mantal var stomhemmanet i byn. Kvarnfall taxerat som annan fastighet 35 000 kr.

### Nöttjas skola
Socknen hade bara ambulerande skolor till 1878. Då tillbyggdes kommunalrummet i Nöttja med en skolsal inredd på övre våningen. Samtidigt byggdes också en skola i Bölminge. 1894 brann skolan i Nöttja ner. Kommunen köpte ett hus som stod på Malmaryds Södergård och flyttade huset till Nöttja. Det är bevarat som församlingshem men i ombyggt skick. 1919 fick barnen heltidsläsning i skolan. En ny lärarbostad byggdes 1957 i Nöttja och samma år renoverades skolan. Undervisningen upprätthölls på Nöttja skola till 1970 men de sista åren bara som småskola. Kommunen skänkte  byggnaden till församlingshem.

### Nöttjas affär
Affären i Nöttja låg på Algutsgårds ägor öster om ån och drevs först av Hedlund som dessförinnan varit gårdfarihandlare men ordnade en fast affär efter näringsfriheten 1866. Han drev affären från 1870-talet. Hans son tog över affären och var innehavare till 1917. Efter tre års mellanspel tog lantmannaförening över affären och föreningen gjordes till en kooperativ förening som stod för affären.
Sedan lantmannaföreningens affär startades omkring 1900 drevs affären i 80 år. De första åren hade man bekymmer med telefonförbindelser. Affären fick själv bekosta ledningen mellan affären och Hamneda. Den förra lantmannaaffären som nedlagts togs upp igen. Årsresultaten medgav att återbäring och ränta på insatskapitalet kunde betalas under 1930-talet samt under 1940- och 1950-talen. Nöttjabutiken hade filial i Hamneda på 1940-talet. Rörelsen i Hamneda hade konkurrens av privata affärer och gick med förlust men fanns kvar till1962. En nybyggnad av affärs- och bostadsfastigheten gjordes 1957. Byggkostnaderna försämrade föreningens ekonomi och affärsrörelsen övertogs av KF:s Svensk Hushållsförening. Tre år efter detta vill de förena affären med Konsum Ljungby. Då det kom fram att Konsum Ljungby omgående hade planer att lägga ner affären beslutade föreningen att gå ut ur KF Svensk Hushållsförening och ta över driften i egen regi igen. Affären drevs till slutet av år 1980 men då såldes fastigheten till en privatperson som fortsatte affärsrörelsen en tid.